# سلاخ‌خانه شماره پنج
سلاخ‌خانه شماره پنج (به انگلیسی: Slaughterhouse-Five) رمانی نوشته کرت وانه‌گت نویسنده معاصر آمریکایی است که در سال ۱۹۶۹ منتشر شده است. عنوان فرعی کتاب جنگ صلیبی کودکان (به انگلیسی: The Children's Crusade: A Duty-Dance with Death) است که به واقعه‌ای تاریخی در دوران جنگ‌های صلیبی اشاره دارد. این رمان را مشهورترین اثر وانه‌گت می‌دانند.
ونه‌گات کتاب را بر اساس تجارب شخصی خویش در جنگ جهانی دوم دربارهٔ واقعه بمباران درسدن آلمان توسط متفقین نوشته است. شخصیت اصلی این کتاب بیلی پیل گریم، سرباز آمریکایی است که در زمان جنگ جهانی دوم در شهر درسدن حضور دارد و در زمان بمباران، در سلاخ‌خانه‌ای در زیرزمین پناه می‌گیرد.
کتاب از جمله رمان‌های پست‌مدرنیستی قرن بیستم است. این کتاب دارای رویکردی علمی-تخیلی و در عین حال گزارش دهنده واقعیت‌های تاریخی است.
این کتاب نخستین بار در سال ۱۳۸۳ توسط علی اصغر بهرامی به فارسی ترجمه و توسط انتشارات روشنگران و مطالعات زنان منتشر شد.
ترجمهٔ رمان «سلاخ خانه شماره پنج» نوشتهٔ «کورت ونه گات جونیر» توسط انتشارات روشنگران و مطالعات زنان صوتی شد.

## زمینه تاریخی
زمینه تاریخی خلق این رمان، واقعه تاریخی بمباران شهر درسدن آلمان در اواخر جنگ جهانی دوم است. این واقعه تاریخی، بین روزهای ۱۳ تا ۱۵ فوریه سال ۱۹۴۵ رخ داد و در طی این بمباران‌های سهمگین، ۱۳۰۰ بمب‌افکن نیروی هوایی انگلیس و آمریکا، حدود ۳۹۰۰ تن بمب روی این شهر ریختند. تخمین زده می‌شود که بین ۲۴ تا ۴۰ هزار نفر در طی این ۳ روز کشته شده‌اند. ولی در منابعی هم به عدد ۱۳۴ هزار نفر اشاره شده است. کرت وانه‌گت در این دوران به عنوان اسیر جنگی در شهر حضور داشته و از نزدیک شاهد این واقعه بوده است. وی این رمان را بعدها تحت تأثیر این واقعه نوشت. «همه این داستان کمابیش اتفاق افتاده است» این جمله آغازین کتاب «سلاخ خانه شماره پنج» است. به نوعی همه داستان حول و حوش همین جمله می‌گذرد: اتفاقی که افتاده، تاریخ، حقیقت… ونه گات سعی در گفتن داستانی دربارهٔ حقایق جنگ و آشفتگی و بی‌پناهی انسان گرفتار شده در جنگ دارد. اما با سبک و شیوه‌ای متفاوت و با زبانی طنز. و البته موضع رمان فقط درسدن و سوختن یک شهر و سکنهٔ آن نیست. دریچه‌ای که ونه‌گات به روی خواننده باز می‌کند چشم‌اندازی است وسیع و دهشتناک به تاریخ خشونت انسان.

## خلاصه داستان
بیلی پیلگریم، قهرمان داستان، در زمان خدمت خود در ارتش آمریکا در جنگ جهانی دوم، قابلیت حرکت در زمان را پیدا می‌کند و از آن لحظه به‌طور همزمان در زمین و یک سیاره دور به نام ترالفامادور زندگیش را پی می‌گیرد. او به فلسفه سرنوشت ترالفامادوری‌ها باور پیدا می‌کند. آن‌ها قادر به دیدن محیط خود در چهار بعد هستند؛ بنابراین از تمام اتفاقات گذشته و آینده باخبرند. پس واکنش او به تمام اتفاقات ناخوشایندی که واقع می‌شود، گفتن این جمله است: بله! رسم روزگار چنین است.

## جوایز و افتخارات کتاب سلاخ خانه شماره پنج
برخی از افتخارات و جوایز کتاب سلاخ خانه شماره پنج عبارتند از:
- جزو لیست کتاب‌های پرفروش نیویورک تایمز
- نامزد جایزه هوگو برای بهترین رمان سال ۱۹۷۰
- نامزد جایزه Nebula برای بهترین رمان سال ۱۹۶۹
- نامزد نهایی جایزه کتاب ملی سال ۱۹۷۰
- برنده جایزه ناشران شیکاگو سال ۱۹۷۰